# Tshokwe
Tshokwe is een dorp in het district Central in Botswana. De plaats telt 1070 inwoners (2011).